# Le Garçon et l'Aveugle

Le Garçon et l'Aveugle est un « jeu », datant de la seconde moitié du XIIIe siècle, considéré comme la première farce de langue française (en picard du Tournaisis). Cette pièce fut composée à Tournai.
Armand Strubel considère ce texte comme inclassable, au « statut bancal ». E. Faral y voyait « une véritable pièce ».[réf. nécessaire]
« L'ensemble est cruel et sordide et les deux personnages n'attirent pas la sympathie » (B. Rey-Flaud).[source insuffisante]
« Le public médiéval riait des malheurs de l'aveugle et des mauvais tours du garçon » (J. Frappier).[source insuffisante]

## Manuscrit
Le manuscrit est conservé à La BNF, sous la cote « Français 24366 ». Il contient en sa première partie le Roman d'Alexandre et la Vengeance d'Alexandre de Lambert Le Tort, Alexandre de Bernay ou de Paris et Pierre de Saint-Cloud.
Le Garçon et l'Aveugle, 265 vers octosyllabiques à rimes plates, y occupe les folios 242b-245a ; lire en ligne.

## Argument
Un aveugle prend à son service un garçon qui devra quêter pendant que lui-même chantera. Ils se disputent puis se réconcilient. Au cynisme et à l'avarice du maître répondent les mauvais tours de son aide qui le martyrise en se faisant passer pour un autre.

## Éditions
- Le Garçon et l'Aveugle. Jeu du XIIIe siècle, texte traduit, présenté et commenté par Jean Dufournet, Paris, Champion, 2005.
- Le Garçon et l'Aveugle. Jeu du XIIIe siècle, texte commenté par Mario Roques, , Paris, Champion, 1921 [lire en ligne]

## Ouvrages critiques
- Bernadette Rey-Flaud, La Farce ou la machine à rire. Théorie d'un genre dramatique, Genève, Droz, 1984, p. 208-209.
- Marie-Claude Hubet, Le Théâtre, Paris, A. Colin, 2003.
- Armand Strubel, Le Théâtre au Moyen Âge, naissance d'une littérature dramatique, Rosny, Bréal, 2003.